# Miłość (film dokumentalny 2013)
Miłość – film dokumentalny w reżyserii Filipa Dzierżawskiego poświęcony gdańskiej grupie yassowej Miłość. Film powstał w latach 2008–2012, na ekrany kin wszedł rok później. Również w 2013 roku pojawiło się wydanie DVD.

## O filmie
Filip Dzierżawski towarzyszył członkom słynnego yassowego zespołu Miłość podczas próby reaktywacji w 2008 roku, kiedy to Miłość miała wystąpić na katowickim Off Festivalu. Z inicjatywy uważanego za lidera zespołu Tymona Tymańskiego jego żyjący muzycy – Leszek Możdżer, Mikołaj Trzaska i Maciej Sikała – spotkali się ponownie, 7 lat po ostatecznym rozpadzie Miłości. Nieżyjącego Jacka Oltera zastąpił Kuba Staruszkiewicz, w którego studiu miało miejsce spotkanie. Film składa się z ujęć ze wspólnych prób muzyków, ich oddzielnie nagranych wypowiedzi oraz materiałów archiwalnych głównie z lat 90.
Dużą część filmu stanowią wspomnienia świetności zespołu Miłość, kiedy grał on wspólnie z Lesterem Bowie i zdobywał krajowe wyróżnienia jazzowe. Jednocześnie dość dużo miejsca poświęcone jest tragedii związanej z samobójstwem Oltera w 2001 roku. Z rozmów z muzykami wynika, że od rozpadu Miłości poszli bardzo różnymi drogami – podczas gdy np. Możdżer stał się jednym z najbardziej uznanych i popularnych polskich muzyków, Trzaska jest dzisiaj raczej mało znanym muzykiem awangardowym. Film pokazuje brak zrozumienia między członkami Miłości, który ostatecznie uniemożliwia reaktywację zespołu – na Off Festivalu Miłość występuje w składzie, w którym tylko Tymański i Możdżer reprezentują dawną Miłość.
W 2011 roku Tymański po raz pierwszy wspomniał na swoim blogu o rozpoczęciu przez Filipa Dzierżawskiego prac nad filmem. Dwa i pół roku później film ukazał się w kinach.

## Recenzje
Większość recenzji filmu Dzierżawskiego była wyraźnie pozytywna. W uzasadnieniu przyznania Miłości Złotego Lajkonika na Krakowskim Festiwalu Filmowym jury napisało, że jest on opowieścią o pokoleniu dojrzewającym w burzliwym okresie polskich przemian, mając na myśli koniec lat 80. oraz lata 90., kiedy funkcjonował zespół Miłość.
W recenzji dla Onet.pl Bartosz Sadulski nazwał film „najbardziej emocjonalny[m] ze wszystkich filmów o tytule „Miłość”, jakie ostatnio weszły do kin”.
W recenzji dla portalu jazzarium.pl Piotr Jagielski napisał:

Ta historia jest szczególnie poruszająca ponieważ pokazuje, że to samo, co sprawiło, że Miłość była zespołem niezwykłym jak na polskie warunki, sprawiło, że nie mogła nim być dalej.

Miłość znalazła się na liście najlepszych filmów polskich 2013 roku portalu Culture.pl. W recenzji filmu na tym samym portalu Bartosz Staszczyszyn napisał:

"Miłość" to opowieść o pokoleniu przełomów, ale też uniwersalny film o sile sztuki, o zdradzonych uczuciach i zadrach, których nie da się usunąć.

## Ciekawostki
- Filip Dzierżawski pierwotnie chciał napisać do Davida Lyncha i Woody’ego Allena z prośbą, aby na potrzeby filmu opowiedzieli przed kamerą zmyślone historie związane z Miłością[6].

## Nagrody
- Krakowski Festiwal Filmowy 2012: Złoty Lajkonik
- Festiwal Filmu Polskiego w Ameryce 2013: najlepszy film dokumentalny[7]
- Orły 2014 – nominacja[8]